# Marie Kristina z Kentu
Princezna Marie Kristina z Kentu (anglicky Princess Michael of Kent; * 15. ledna 1945 Karlovy Vary, jako baronka Marie Christine von Reibnitz) je členka britské královské rodiny německého a maďarského původu.

## Život
Narodila se v Karlových Varech v rodině německého důstojníka Wehrmachtu a člena SS Günthera Huberta von Reibnitz, pocházejícího ze staré slezské šlechty. Poprvé se vdala za Thomase Troubridgea; jejich manželství bylo rozvedeno a následně církevně prohlášeno za neplatné. Od roku 1978 je vdaná za člena britské královské rodiny prince Michaela z Kentu, vnuka krále Jiřího V. Pracovala jako návrhářka interiérů a později se stala spisovatelkou. Je autorkou několika knih s tematikou evropských královských rodů (většinou se jedná o její příbuzné).

## Jméno
Sňatkem s princem Michaelem z Kentu nezískala Marie-Christine žádný královský titul (např. „Princess Marie-Christine“), proto má – dle anglického zvyku – ve svém titulu křestní jméno svého manžela, tedy „Princess Michael“. Faktem je, že je v současné době jedinou anglickou princeznou, která po sňatku nezískala šlechtický titul (vévodkyně, hraběnka) ke svému jménu. V rámci královské rodiny je nazývána svým křestním jménem, Marie-Christine.

## Vyznamenání
- Medaile diamantového výročí královny Alžběty II. – Spojené království
- Medaile zlatého výročí královny Alžběty II. – Spojené království
- dáma Řádu hvězdového kříže – Habsburkové[5]